# Инохара, Дзюндзо
Дзюндзо Инохара (яп. 猪原 淳三; 31 января 1910, Хиросима — неизвестно) — японский хоккеист на траве, нападающий. Серебряный призёр летних Олимпийских игр 1932 года.

## Биография
Дзюндзо Инохара родился 31 января 1910 года в японской префектуре Хиросима.
Учился в университете Васэда, играл в хоккей на траве за его команду.
В 1932 году вошёл в состав сборной Японии по хоккею на траве на летних Олимпийских играх в Лос-Анджелесе и завоевал серебряную медаль. Играл на позиции нападающего, провёл 2 матча, забил 5 мячей (четыре в ворота сборной США, один — Индии).
О дальнейшей жизни данных нет.